# Henrik Nicolai Clausen
Henrik Nicolai Clausen, född den 22 april 1793 i Maribo på Lolland, död den 28 mars 1877 i Köpenhamn, var en dansk teolog och politiker. Han var son till H.G. Clausen och far till Johannes Clausen. 
Clausen blev 1809 student, 1813 teologie kandidat och 1817 filosofie doktor. Åren 1818–1820 vistades han utomlands och studerade därunder en lång tid i Berlin, där han starkt påverkades av Schleiermacher. År 1821 blev han lektor och nästa år professor i dogmatik och exegetik vid Köpenhamns universitet, bland vars yppersta lärare han i över 50 år räknades. 
Clausen utvecklade dock under denna tid en ivrig verksamhet på flera andra områden. Från 1830 arbetade han på ändringar i ritual och liturgi; men hans bemödanden i detta hänseende bar ingen frukt. Likaledes tog han, bland annat som medlem av de två stora kyrkolagskommittéerna 1854 och 1868, livlig del i förhandlingarna om en för undervisningsväsendets ordnande och sökte åstadkomma en särskild överstyrelse för kyrko- och skolväsen. 
Därjämte utövade han, i både tal och skrift, ett stort inflytande på folkets andliga liv. Åren 1829–1838 var han medredaktör av Maanedsskrift for Literatur och riktade där ett skarpt angrepp mot Fredrik VI:s gunstling Joseph Abrahamson och den av honom försvarade växelundervisningen. Från 1833 till sin död utgav han Tidsskrift for udenlandsk theologisk Literatur. År 1835 var han med om att stifta Selskabet for Trykkefrihedens rette Brug, varjämte han i Dansk folkeblad kämpade för pressens lagbegränsade ställning mot administrativ godtycklighet. 
År 1843 deltog han i stiftandet av Det skandinaviske Selskab, vars ordförande han var ända till sällskapets upplösning, 1853. Clausen var en ståndaktig kämpe för den nordiska enhetstanken, varför han också tog verksam del i studentmötena 1845 och 1862. År 1844 blev han ordförande i den samma år av honom själv och andra stiftade Slesvigske Hjelpeforening, som hade till syfte att skydda den danska nationaliteten i Nord-Slesvig. 
Hans uppträdande vid dessa och andra dylika tillfällen skaffade honom med rätta hederstiteln Ordets hugprude Helt. År 1840 valdes han till medlem av östiftens ständerförsamling, och 1842–1846 var han dess ordförande. Han kämpade där för regeringsformens utveckling i konstitutionell och nationell riktning samt var i det hela en utpräglad representant och ledare för det nationalliberala partiet. 
Efter Kristian VIII:s död 20 januari 1848 utgav han i förening med sin vän J.F. Schouw flygskriften Ved Thronskiftet, i vilken författarna begärde samt framlade förslag till en fri författning för Danmark och Slesvig (Danmark till Ejderen), för att det senare skulle komma att stå i ett mera oberoende förhållande till det tyska hertigdömet Holstein. 
Denna skrift utövade ett mäktigt inflytande på utvecklingen av Danmarks konstitutionella liv och så gott som omintetgjorde den av Kristian VIII efterlämnade författningen, vilken Fredrik VII redan lovat utfärda. I oktober samma år blev Clausen av kungen utsedd till medlem av den grundlagsstiftande riksförsamlingen och kort därefter (i november) utnämnd till minister utan portfölj. Han var således med om att genomföra junigrundlagen. 
Ur kabinettet avgick han i juli 1851, då helstatstanken återupptogs. Sedermera var Clausen (först i folketinget, sedan i landstinget) en av dem, som i tullgräns- och tronföljdsfrågorna ledde oppositionen mot ministärerna Bluhme och Örsted, och 1853 var han talman i den förenade riksdag, som avgjorde sistnämnda sak. 
Missnöjd över att 1854 förbigås vid tillsättandet av biskop över Själland, drog han sig tillbaka, men redan 1855 blev han åter medlem av landstinget intill 1863, invaldes 1856 i riksrådet och 1864 i det nya riksrådslandstinget, men drog sig 1866 tillbaka från det politiska livet. 1854 blev han hedersledamot av studenterforeningen, och 1871 blev kan hedrad med val till medlem av konstakademin. 1874 avgick han från professuren. 
Clausens teologiska fundamentalsats var, att ingen annan auktoritet än den heliga skrift kan för kristna gälla som ovillkorlig trosnorm. Denna lära utvecklade han närmare i sitt arbete Katholicismens og Protestantismens Kirkeforfatning i Lære og Ritus (1825). Hans avsikt med denna bok var att för det stora flertalet av bildade danskar bygga en bro, som kunde föra dem över från dåtidens fadda rationalism till en mera positivt religiös övertygelse. 
Det enda riktiga sättet att hinna detta mål var i hans tanke att utgå "fra Skriftens Fortolkning og derefter bringe dens Lære i Samklang med Fornuftens Udsagn". Emot katolicismens stränga fasthållande av traditionen hävdade han människoandens frihet som protestantismens rätta grundval. Med anledning därav kom han i strid med N.F.S. Grundtvig och J.C. Lindberg med flera, vilka i hans åsikt såg en förnekelse av tron och fordrade, att han skulle avsättas för irrlärighet. 
Även sedermera låg Clausen ofta i litterär fejd med Grundtvig, bland annat 1863–1869, då han i en följd av småskrifter angrep dennes framhållande av trons artiklar som "det levande ordet", i motsats till "skriftteologien", ävensom hans yrkande på den enskildes kyrkliga frihet i förhållande till den kyrkliga samfundsordningen. Å andra sidan bekämpade Clausen hegelianismen, som ville konstruera fram kristendomens viktigaste trosläror ur de rent logiska begreppen. 
Hans skrifter, vilkas antal är ganska betydande, utmärker sig för skärpa i tanken och klarhet i framställningen. Utom de ovan anförda bor nämnas Det nye Testaments Hermeneutik (1840), Udvikling af de kristelige Hovedlærdomme (1844), Fortolkning af de synoptiske Evangelier (1851), Den augsburgske Konfession, oversat og belyst ved historisk-dogmatisk Udvikling (samma år), Christelig Troeslære (1853; "Kristlig troslära", 1857), Fortolkning af Johannes-evangeliet (1855), Det evangeliske Kirkelivs Nutid og Fremtid (1859; 2:a upplagan, betydligt tillökad, 1878). 
I sistnämnda arbete berör författaren protestantismens alla brännande frågor, såväl de yttre som de inre. Efter Clausens död utkom hans Optegnelser om mit Levneds og min Tids Historie (1877) samt två samlingar smärre skrifter: Fædrelandske Forhold og Anliggender (1881) och Kirkelige Forhold og Anliggender (1885). Hans byst uppställdes 1878 framför universitetshuset.

## Utmärkelser
- Riddare av Dannebrogorden,  1836[1]
- Kommendör av Dannebrogorden,  1850[1]
- Dannebrogsmännens hederstecken,  1869[1]
- Storkors av Dannebrogorden,  1871[1]

[Redigera Wikidata]